# Гверцони, Джузеппе
Джузеппе Гверцони (итал. Giuseppe Guerzoni; 27 февраля 1835, Кальчинато, провинция Брешиа — 25 ноября 1886, Монтикьяри) — итальянский революционер, писатель и историк.

## Биография
Дж. Гверцони — участник войны за независимость Италии, австро-итальянских войн в 1859 и 1860 годах. Принимал участие в походе «тысячи» в 1860 году, один из организаторов походов на Рим в 1862, 1867 года, а также экспедиции Н.Бискио, приведшей к освобождению Рима от власти папы.
По своим политическим взглядам — республиканец. После объединения Италии Гверцони — депутат парламента в 1865—1874 годах, профессор истории итальянской литературы в университетах Палермо и Падуи.
Друг Джузеппе Гарибальди, написал его биографию. Автор нескольких драматических произведений, а также работ по истории Италии.

## Избранные сочинения
- Il terzo Rinascimento, Palermo, L. Pedone Lauriel 1874
- La vita di Nino Bixio: con lettere e documenti, Firenze, Barbera 1875
- Il teatro italiano nel Secolo XVIII, Milano, Bocca 1876
- Il primo Rinascimento, Verona-Padova, Drucker & Tedeschi 1878
- Garibaldi: con documenti editi e inediti, Firenze, Barbera 1882